# Geopelia maugeus
La tortora barrata o tortora zebrata di Timor (Geopelia maugeus Temminck, 1809) è un uccello appartenente alla famiglia dei Columbidi, originario ed endemico delle Piccole Isole della Sonda in Indonesia.
La tortora barrata è strettamente imparentata con la tortora zebrata del Sud-est asiatico e con la tortora placida dell'Australia e della Nuova Guinea. Fino a poco tempo fa, le tre specie erano classificate come un'unica specie, Geopelia striata, conosciuta con il nome vernacolare come tortora placida o tortora zebrata.

## Descrizione
La tortora barrata è simile in apparenza alla tortora zebrata, ma ha la pelle nuda e gialla intorno agli occhi e una barra bianca e nera che si estende attraverso il petto e il ventre.

## Distribuzione e habitat
Abita la boscaglia, i terreni coltivati e i margini dei boschi nelle zone di pianura. La tortora barrata è distribuita nelle Piccole Isole della Sonda, tra cui Sumbawa, Flores, Sumba, Timor, nelle isole Tanimbar, nelle isole Kai e in altre isole minori.